# Brottning vid olympiska sommarspelen 1952
Brottningen vid olympiska sommarspelen 1952 hölls i Mässhallen (nuvarande Tölö sporthall) och var uppdelat i två discipliner; grekisk-romersk stil och fristil. Tävlingarna var endast öppna för män. 

## Medaljer

### Medaljsummering
| Plac. | Land            | Guld | Silver | Brons | Totalt antal medaljer |
| ----- | --------------- | ---- | ------ | ----- | --------------------- |
| 1     | Sovjetunionen   | 6    | 2      | 2     | 10                    |
| 2     | Sverige         | 3    | 4      | 1     | 8                     |
| 3     | Ungern          | 2    | 1      | 1     | 4                     |
| 4     | USA             | 1    | 2      | 1     | 4                     |
| 5     | Finland         | 1    | 1      | 2     | 4                     |
| 6     | Turkiet         | 1    | 1      | 1     | 3                     |
| 7     | Japan           | 1    | 1      | 0     | 2                     |
| 8     | Iran            | 0    | 2      | 3     | 5                     |
| 9     | Libanon         | 0    | 1      | 1     | 2                     |
| 9     | Tjeckoslovakien | 0    | 1      | 1     | 2                     |
| 11    | Italien         | 0    | 1      | 0     | 1                     |
| 12    | Egypten         | 0    | 0      | 1     | 1                     |
| 12    | Indien          | 0    | 0      | 1     | 1                     |
| 12    | Storbritannien  | 0    | 0      | 1     | 1                     |

## Medaljtabell

### Grekisk-romersk stil , herrar
| Klass                     | Guld                            | Silver                            | Brons                               |
| Flugvikt Detaljer...      | Boris Gurevich · Sovjetunionen  | Ignazio Fabra · Italien           | Leo Honkala · Finland               |
| Bantamvikt Detaljer...    | Imre Hódos · Ungern             | Zakaria Chibab · Libanon          | Artiоm Terjan · Sovjetunionen       |
| Fjädervikt Detaljer...    | Yakov Punkin · Sovjetunionen    | Imre Polyák · Ungern              | Abdel Al-Rashid · Egypten           |
| Lättvikt Detaljer...      | Sjazam Safin · Sovjetunionen    | Gustav Freij · Sverige            | Mikuláš Athanasov · Tjeckoslovakien |
| Weltervikt Detaljer...    | Miklós Szilvásy · Ungern        | Gösta Andersson · Sverige         | Khalil Taha · Libanon               |
| Mellanvikt Detaljer...    | Axel Grönberg · Sverige         | Kalervo Rauhala · Finland         | Nikolay Belov · Sovjetunionen       |
| Lätt tungvikt Detaljer... | Kelpo Gröndahl · Finland        | Sjalva Tjichladze · Sovjetunionen | Karl-Erik Nilsson · Sverige         |
| Tungvikt Detaljer...      | Johannes Kotkas · Sovjetunionen | Josef Růžička · Tjeckoslovakien   | Tauno Kovanen · Finland             |

### Fristil, herrar
| Klass                     | Guld                               | Silver                            | Brons                              |
| Flugvikt Detaljer...      | Hasan Gemici · Turkiet             | Yushu Kitano · Japan              | Mahmoud Mollaghasemi · Iran        |
| Bantamvikt Detaljer...    | Shohachi Ishii · Japan             | Rashid Mamedbekov · Sovjetunionen | Khashaba Dadasaheb Jadhav · Indien |
| Fjädervikt Detaljer...    | Bayram Sit · Turkiet               | Nasser Givehchi · Iran            | Josiah Henson · USA                |
| Lättvikt Detaljer...      | Olle Anderberg · Sverige           | Jay Thomas Evans · USA            | Jahanbakht Towfigh · Iran          |
| Weltervikt Detaljer...    | William Smith · USA                | Per Berlin · Sverige              | Abdollah Mojtabavi · Iran          |
| Mellanvikt Detaljer...    | David Tsimakuridze · Sovjetunionen | Gholamreza Takhti · Iran          | György Gurics · Ungern             |
| Lätt tungvikt Detaljer... | Viking Palm · Sverige              | Henry Wittenberg · USA            | Adil Atan · Turkiet                |
| Tungvikt Detaljer...      | Arsen Mekokishvili · Sovjetunionen | Bertil Antonsson · Sverige        | Kenneth Richmond · Storbritannien  |